# آل التنين: الموسم 1 (موسيقى تصويرية)
آل التنين: الموسم 1 (بالإنجليزية: House of the Dragon: Season 1)‏ هو الألبوم الصوتي للموسم الأول من مسلسل إتش بي أو التلفزيوني آل التنين، الذي يُعد بادئة لصراع العروش (2011-2019). عاد رامين جوادي، الذي لحن لصراع العروش، ليؤلف قطع موسيقية في المسلسل. أراد جوادي أن يحافظ على السمة الموسيقية للمسلسل الأصلي، ومن ثم فقد ابتكر بعض الإشارات بناءً على سمات العرض الأصلي، لكنه تضمن سمات جديدة للشخصيات المشاركة. كما جرب الأجهزة لإحداث اختلاف بسيط عن المسلسل الأصلي. تصدر الألبوم أربع أغنيات فردية — «الأمير الذي وُعد»، «حامي المملكة»، «رثاء» و«مصير الممالك» — صدر في 18 أغسطس، 9 و16 أكتوبر 2022. المسار 44 تم إصدار ألبوم النقاط بواسطة موسيقى برج الماء في 24 أكتوبر 2022، بعد يوم من عرض خاتمة المسلسل.